# Themba Dlamini
Absalom Themba Dlamini (n. 1 de diciembre de 1950)  es un político suazi, que se desempeñó primer ministro de Suazilandia, entre 2003 y 2008, designado por el rey Mswati III.
Anteriormente había sido el director gerente de Tibiyo Takangwane, una compañía propiedad de la familia real suazi.

## Reseña biográfica
Dlamini se graduó con una licenciatura de la Universidad de Botsuana y Suazilandia en 1978 y en 1987 obtuvo una maestría en la Universidad de Nairobi.
En el sector público ocupó diversos cargos ejecutivos en instituciones y empresas como el Fondo Nacional de Previsión de Suazilandia, el Banco Central de Suazilandia y la Compañía de Desarrollo Industrial de Suazilandia. Además, Dlamini se desempeñó como director en muchas empresas de Suazilandia. Desde 1991 es director y presidente de Tibiyo TakaNgwane, una organización nacional para la preservación de la cultura de Suazilandia y el desarrollo de estrategias económicas.
Dlamini fue nombrado primer ministro de Suazilandia el 14 de noviembre de 2003. El Rey Mswati III lo honró con la "Medalla Real del Asesor Supremo del Real Decreto del Rey Sobhuza II". Permaneció en el cargo hasta el 18 de septiembre de 2008, cuando Bheki Dlamini fue nombrada primera ministra encargada. El 16 de octubre de 2008, ella fue sucedida por el ex primer ministro Barnabas Sibusiso Dlamini.